# باب کیسل
باب کیسل (انگلیسی: Bob Kiesel؛ ۳۰ اوت ۱۹۱۱ – ۶ اوت ۱۹۹۳) دونده اهل ایالات متحده آمریکا بود.
وی در مسابقات کشوری و بین‌المللی در مجموع برندهٔ ۱ مدال طلا شده‌است.